# الشواهرة (رداع)

تعديل مصدري - تعديل

حارة الشواهرة هي إحدى حارات مدينة رداع أحد مدن محافظة البيضاء، بلغ تعداد سكانها 443 نسمة حسب تعداد اليمن لعام 2004.